# Cedarville, Ohio
Cedarville är en by i Greene County i den amerikanska delstaten Ohio med en yta av 2,8 km² och en folkmängd, som uppgår till 3 288 invånare (2000). Orten är säte för Cedarville University.

## Kända personer från Cedarville
- Whitelaw Reid, diplomat, politiker och publicist, republikanernas vicepresidentkandidat i presidentvalet i USA 1892